# Glàurung
Glàurung és un personatge fictici que pertany al llegendari de l'escriptor britànic J. R. R. Tolkien i que apareix en les seues novel·las pòstumes El Silmaríl·lion i Els fills d'en Hurin, així com en el llibre de relats Contes inacabats de Númenor i la Terra Mitjana. És un drac, primer dels Urulóki i considerat el «pare dels dracs». Pertany per tant a una primera generació d'aquestes bèsties, sense ales o potes, sent la seua morfologia similar a la d'una serp gegant.
És un dels principals personatges de les Guerres de Beleríand, en diverses de les batalles de les quals va participar en el servei del seu creador Mórgoth. Fins després de la Nirnaeth Arnoediad, va romandre la major part del temps ocult en la fortalesa d'Àngband.

## Història

### Primera aparició
La primera aparició de Glàurung es produeix després de la Tercera Gran Batalla de Beleríand (Dagor Aglareb). Era l'any 260 de la Primera Edat del Sol, i Glàurung era encara molt jove (possiblement uns dos segles, encara que es desconeix la data del seu naixement). Els dracs creixen durant tota la seua vida, de manera que poden tardar segles a arribar a una certa maduresa.
Com primer dels dracs urulóki (dracs amb alè de foc), va causar gran impressió entre els seus enemics, que mai havien contemplat una bèstia d'aquest tipus. No obstant això, superada la sorpresa inicial, Glàurung va ser rebutjat i lloc en fugida per un grup d'arquers muntats dirigits pel príncep noldorin Fingon el Valent. La batalla va ser guanyada pels elfs nóldor.
Després d'açò, Glàurung va romandre tancat durant dos-cents anys en la fortalesa d'Àngband, que es trobava assetjada pels pobles lliures com a resultat de la seua folgada victòria en la batalla Dagor Aglareb.

### Segona aparició
Arribada a certa maduresa, Glàurung es va convertir en una peça clau de la següent gran batalla de Beleríand: la Dagor Bragollach (Batalla de la Flama Sobtada, any 455). A pesar de ser un drac molt primitiu (els seus moviments eren exclusivament reptants), ja tenia un poder i una força molt considerables.
Glàurung va ser el líder d'un dels tres fronts de combat que va llançar Mórgoth en aquesta batalla: el d'aquest, trobant-se per tant com enemics als elfs nóldor de la casa de Fëanor. Igual que en els altres dos fronts, Glàurung va aconseguir la victòria en la seua comesa, trencant les defenses i penetrant amb les seues forces en Beleríand Aquest.
L'halo de monstruosa llegenda que es va forjar entre els habitants de Beleríand entorn de la figura d'aquest gran rèptil comença amb aquestes accions.

### Tercera aparició
En la cinquena i última gran batalla de Beleríand abans de la Guerra de la Còlera, Glàurung va acudir acompanyat per un seguici de dracs menors. Van participar en el front oriental de la batalla, on es van enfrontar als Naugrim (Nans) de Belegost, únics que van ser capaços de plantar-los cara. El rei nan Azaghâl va morir en combat contra Glàurung, encara que va aconseguir infligir-li al drac una ferida que li va obligar a retirar-se del camp de batalla.

### Quarta aparició
Després que Turin va fer visible el regne de Nargòthrond als seus enemics, Mórgoth va enviar un exèrcit per a destruir la ciutat. Al capdavant d'aquest exèrcit anava Glàurung, que va vèncer als elfs de Nargòthrond en la planura de Tumhalad, al nord de la ciutat. Posteriorment van prendre i van saquejar la ciutat. Glàurung es va establir des de llavors en Nargòthrond, envoltat dels seus tresors.

### Cinquena aparició
Quan Morwen i Niënor parteixen de Dòriath amb Màblung cap a les ruïnes de Nargòthrond a cercar notícies de Túrin, Glaurung els ix a la trobada quan arriben a la ciutat, matant a sis dels nou Elfs que van partir amb Mablung i fent fugir als altres. Va agafar Níenor i va pujar com va poder a Amon Ethir i en el cim es va trobar cara a cara amb Glaurung que la va despullar de la seua memòria. Mablung la va trobar a ella i a tres elfs que van sobreviure a l'atac del Drac i es van dirigir a Doriath i prop d'allí una companyia d'Orcs els va atacar i Níenor va fugir, arribant així a Brethil.

### Sisena i última aparició
Diversos anys després, quan Turin s'havia refugiat en el bosc de Brethil sota el nom de Turambar i quan la seua germana Níenor, sota un encís d'amnèsia de Glàurung, s'havia esposat amb Turin amb el nom de Niniel, Glàurung va decidir acabar amb la família Hurin i es va dirigir al nord al bosc de Brethil. Allí va trobar la seua fi a les mans de Turin, no sense abans revelar-los el seu error i provocar llavors que ambdós germans se suïcidaren.